# ペリフェラルバス
ペリフェラルバス（英語: peripheral bus）とは、コンピュータのバスの分類の一つで、プリンタやハードディスクドライブ(HDD)などの周辺機器（ペリフェラル）を接続するために設計されたバスのことである。
この言葉は一般に、特定の種類のハードウェアに特化したものではなく、USBのような多種多様なデバイスに対応したバスのことを指す。シリアルATA(SATA)は、大容量ストレージデバイスとの通信用に設計・最適化されている。
この使用法は普遍的ではなく、ペリフェラルバスの定義の中には、PCIのような、システムバスではない全てのバスを含むものもある。

## ペリフェラルバスの例
- Universal Serial Bus (USB)
- IEEE 1394 (FireWire)
- ACCESS.bus（英語版）
- Apple Desktop Bus (ADB)